# Clinocera obunca
Clinocera obunca är en tvåvingeart som beskrevs av Sinclair 2008. Clinocera obunca ingår i släktet Clinocera och familjen dansflugor. Inga underarter finns listade i Catalogue of Life.